# Black & White
Black & White ist ein Computerspiel, entwickelt von den Lionhead Studios. Veröffentlicht wurde es 2001 von Electronic Arts.
Es handelt sich um ein Strategiespiel und eine sogenannte Göttersimulation und steht damit in einer Reihe mit Spielen wie Populous, das ebenfalls von Peter Molyneux erdacht wurde.
Auf die Veröffentlichung folgte eine Erweiterung (Insel der Kreaturen) und später der Nachfolger Black & White 2.

## Spielprinzip
Der Spieler übernimmt die Rolle eines Gottes, der mit Güte oder Strenge über sein Volk herrscht und sich gegen andere Götter durchsetzen muss. Dorfbewohner beten einen Götzen an, wodurch der Spieler Mana für Zaubersprüche erhält. Besonderer Wert wurde auf den Aspekt gelegt, sowohl als guter als auch als böser Gott spielen zu können. Ein anderer wichtiger Aspekt des Spiels ist die Kreatur: ein Tier, das für den Spieler Wunder vollbringt, von ihm zum Guten oder Bösen erzogen wird und gegen andere Kreaturen kämpft. Am Anfang stehen drei Kreaturen zur Verfügung. Im weiteren Verlauf des Spiels hat man die Auswahl aus 16 verschiedenen anthropomorphen Tieren, wie z. B. Tiger, Kuh, Affe, Eisbär, Schildkröte.

## Technik
Das Spiel verzichtet auf Icons und Menüs. Im Spiel wird ausschließlich durch Gestensteuerung mit der Maus navigiert. Enthalten sind viele kleine Features wie das Laden des Wetterberichts des eigenen Standortes, um die Wettereffekte im Spiel anzupassen. Zudem lässt sich Musik importieren, zu der die eigene Kreatur tanzen kann.
Ein Großteil der Spielmechanik besteht aus der Interaktion mit einer KI-Kreatur, die durch instrumentelle und operante Konditionierung lernt und einen BDI-Agenten darstellt. Künstliches Leben wird durch Maschinelles Lernen unter Einsatz von Entscheidungsbäumen und neuronalen Netzwerken geschaffen.

## Entwicklung
Als Inspiration dienten Molyneux neben Kindheitserinnerungen der Spielfilmklassiker King Kong und die weiße Frau sowie die Outer Limits – Die unbekannte Dimension Pilotfolge Die Sandkönige in der das Beherrschen von Untertanen und die Kontrolle über eine mächtige Kreatur thematisiert wird. Im Gegensatz zu Populous sollte die Spielwelt diesmal nicht automatisch generiert und eine Geschichte enthalten sein.
Die Veröffentlichung des Spiels wurde mehrfach verschoben. Das Spiel nahm enorme Ausmaße an, die gegen Ende des Projektes immer hinderlicher wurden. Über zwei Millionen Zeilen Quelltext wurden geschrieben und mussten gepflegt werden. Die Zeit zum Kompilieren des Spiels belief sich auf Stunden. Tausende Programmfehler mussten behoben werden. Um nicht neue Fehler einzubauen, wurde ein Vier-Augen-Prinzip und eine zentrale Quelltextverwaltung etabliert. Zunächst war geplant, dass jede Spielfigur zu einer trainierbaren Kreatur aufgestuft werden kann. Es wurde genauso wie Veränderungen der Spielwelt durch das Anwenden von Zaubersprüchen letztendlich gestrichen. Versionen für Dreamcast, PlayStation, Xbox und PlayStation 2 waren geplant, ihre Entwicklung wurde jedoch eingestellt.
2001 erschien die Erweiterung Insel der Kreaturen.
Im Juli 2005 schaltete Lionhead die für den Mehrspieler-Modus verwendeten Server ab.

## Rezeption
PC Games gab eine klare Kaufempfehlung. Hervorgehoben wurde, dass das Genre eine sehr breite Masse an Spielern anzieht. Bemängelt wurde die Steuerung. Gamestar lobte die Grafik und die Kreatur, machte jedoch Schwächen im Spielprinzip aus. Die Nebenmissionen seien langweilig, die Steuerung fummelig und einigen Levels fehle die Spannung. PC Action lobte die Innovation, Handlungsfreiheit, Tiefgang und genreübergreifende Spielinhalte. Komplexität und Steuerung können jedoch abschrecken. PC Player bemängelte die deutsche Synchronisation, die unpassende Sprecher verwendet und Fehler in der Übersetzung enthält. Der Mehrspieler sei unterentwickelt und die Spielbalance problematisch.
Die Erweiterung Insel der Kreaturen enthält nur eine Spielwelt und verschiebt den Fokus auf die Interaktion mit der Kreatur. Golem.de bewertete das Preis-Leistungs-Verhältnis als unangemessen, da die Minispiele unter dem Niveau der Nebenaufgaben im Hauptspiel bleiben und die Spielzeit insgesamt sehr kurz ist. Grundsätzliche Neuerungen sind nicht enthalten.

## Auszeichnungen
- Game Critics Awards:
  - Originellstes Spiel 1999
  - Bestes Ausstellungsstück 2000
  - Bestes Strategiespiel 2000
  - Originellstes Spiel 2000
  - Bestes PC-Spiel 2000
  - Bestes Game 2000

- BAFTA:
  - Interactivity 2001[16]
  - Moving Images 2001[17]

- European Computer Trade Show
  - PC Spiel des Jahres Benelux, Osteuropa, Frankreich, Deutschland, Italien, Skandinavien, Spanien 2001[18]

- Verband der Unterhaltungssoftware Deutschland
  - Platin Award 2001[19]

- DICE Awards
  - Spiel des Jahres 2002
  - Beste Innovation 2002

- Game Developers Choice Awards
  - Beste Videospielprogrammierung 2002
  - Innovation 2002

- Guinness World Records
  - Intelligentestes Wesen in einem Spiel 2003[20]